# Wimbledon-mesterskabet i herredouble 2013
Herredoubleturneringen ved Wimbledon-mesterskaberne 2013 er den 121. herredoubleturnering ved Wimbledon-mesterskaberne i tennis. Forsvarende mestre er Jonathan Marray og Frederik Løchte Nielsen, som i 2012 vandt titlen for første gang som makkerpar. De forsvarer imidlertid ikke titlen som par i 2013. I stedet spiller Marray sammen med med landsmanden Colin Fleming, mens danskeren danner par med Grigor Dimitrov.

## Hovedturnering

### Spillere
Hovedturneringen har deltagelse af 64 par. Heraf havde 57 par kvalificeret sig i kraft af deres ranglisteplacering pr. 17. juni 2013, mens fire par spillede sig igennem kvalifikationen. Derudover modtog tre par et wildcard (WC). Efterfølgende meldte tre par afbud, hvilket medførte, at tre lucky losers fra kvalifikationen gik videre til hovedturneringen.

### Resultater

#### Kvartfinaler, semifinaler og finale
| Bob Bryan  |
| Mike Bryan |

| Mahesh Bhupathi |
| Julian Knowle   |

| Bob Bryan  |
| Mike Bryan |

| Rohan Bopanna     |
| É. Roger-Vasselin |

| Rohan Bopanna     |
| É. Roger-Vasselin |

| Robert Lindstedt |
| Daniel Nestor    |

| Bob Bryan  |
| Mike Bryan |

| Julien Benneteau |
| Nenad Zimonjić   |

| Ivan Dodig   |
| Marcelo Melo |

| Leander Paes   |
| Radek Štěpánek |

| Leander Paes   |
| Radek Štěpánek |

| Ivan Dodig   |
| Marcelo Melo |

| Ivan Dodig   |
| Marcelo Melo |

| James Blake   |
| Jürgen Melzer |

#### Første til tredje runde
| Bob Bryan  |
| Mike Bryan |

| Marcelo Demoliner |
| André Sá          |

| Bob Bryan  |
| Mike Bryan |

| David Marrero |
| Andreas Seppi |

| David Marrero |
| Andreas Seppi |

| Jamie Baker |
| Kyle Edmund |

| Bob Bryan  |
| Mike Bryan |

| Denis Kudla |
| Tim Smyczek |

| Treat Conrad Huey |
| Dominic Inglot    |

| Andre Begemann |
| Martin Emmrich |

| Andre Begemann |
| Martin Emmrich |

| Roberto Bautista Agut |
| Daniel Gimeno-Traver  |

| Treat Conrad Huey |
| Dominic Inglot    |

| Treat Conrad Huey |
| Dominic Inglot    |

| Santiago González |
| Scott Lipsky      |

| Paolo Lorenzi |
| Benoît Paire  |

| Santiago González |
| Scott Lipsky      |

| Lukáš Dlouhý |
| Rajeev Ram   |

| Jesse Levine   |
| Vasek Pospisil |

| Jesse Levine   |
| Vasek Pospisil |

| Jesse Levine   |
| Vasek Pospisil |

| Purav Raja   |
| Divij Sharan |

| Mahesh Bhupathi |
| Julian Knowle   |

| Nicholas Monroe |
| Simon Stadler   |

| Nicholas Monroe |
| Simon Stadler   |

| Leonardo Mayer |
| Albert Ramos   |

| Mahesh Bhupathi |
| Julian Knowle   |

| Mahesh Bhupathi |
| Julian Knowle   |

| Alexander Peya |
| Bruno Soares   |

| Eric Butorac |
| Andy Ram     |

| Alexander Peya |
| Bruno Soares   |

| Paul Hanley        |
| John-Patrick Smith |

| Paul Hanley        |
| John-Patrick Smith |

| Philipp Marx  |
| Florin Mergea |

| Alexander Peya |
| Bruno Soares   |

| Fabio Fognini  |
| Potito Starace |

| Rohan Bopanna     |
| É. Roger-Vasselin |

| Daniel Brands |
| Lukáš Rosol   |

| Daniel Brands |
| Lukáš Rosol   |

| Jarkko Nieminen  |
| Dmitrij Tursunov |

| Rohan Bopanna     |
| É. Roger-Vasselin |

| Rohan Bopanna     |
| É. Roger-Vasselin |

| Colin Fleming   |
| Jonathan Marray |

| Martin Kližan |
| Igor Zelenay  |

| Colin Fleming   |
| Jonathan Marray |

| Pablo Andújar   |
| G. García-López |

| František Čermák |
| Michal Mertiňák  |

| František Čermák |
| Michal Mertiňák  |

| Colin Fleming   |
| Jonathan Marray |

| Robin Haase   |
| Igor Sijsling |

| Robert Lindstedt |
| Daniel Nestor    |

| Eduardo Schwank  |
| Horacio Zeballos |

| Eduardo Schwank  |
| Horacio Zeballos |

| Mikhail Elgin |
| Denis Istomin |

| Robert Lindstedt |
| Daniel Nestor    |

| Robert Lindstedt |
| Daniel Nestor    |

| Aisam-ul-Haq Qureshi |
| Jean-Julien Rojer    |

| Dustin Brown  |
| Rameez Junaid |

| Aisam-ul-Haq Qureshi |
| Jean-Julien Rojer    |

| Xavier Malisse |
| Ken Skupski    |

| Xavier Malisse |
| Ken Skupski    |

| Jevgenij Donskoj |
| Andrej Kuznetsov |

| Aisam-ul-Haq Qureshi |
| Jean-Julien Rojer    |

| Grigor Dimitrov  |
| Frederik Nielsen |

| Julien Benneteau |
| Nenad Zimonjić   |

| Bernard Tomic (opg.) |
| Viktor Troicki       |

| Grigor Dimitrov  |
| Frederik Nielsen |

| Lukáš Lacko   |
| Filip Polášek |

| Julien Benneteau |
| Nenad Zimonjić   |

| Julien Benneteau |
| Nenad Zimonjić   |

| Łukasz Kubot     |
| Marcin Matkowski |

| Johan Brunström |
| Raven Klaasen   |

| Łukasz Kubot     |
| Marcin Matkowski |

| David Rice    |
| Sean Thornley |

| Marinko Matosevic |
| Frank Moser       |

| Marinko Matosevic |
| Frank Moser       |

| Łukasz Kubot     |
| Marcin Matkowski |

| Jamie Delgado |
| Matthew Ebden |

| Leander Paes   |
| Radek Štěpánek |

| Lleyton Hewitt |
| Mark Knowles   |

| Jamie Delgado |
| Matthew Ebden |

| Daniele Bracciali |
| Jonathan Erlich   |

| Leander Paes   |
| Radek Štěpánek |

| Leander Paes   |
| Radek Štěpánek |

| Maks Mirnyj |
| Horia Tecău |

| Dominik Meffert |
| Philipp Oswald  |

| Maks Mirnyj |
| Horia Tecău |

| Samuel Groth   |
| Chris Guccione |

| Samuel Groth   |
| Chris Guccione |

| Steve Johnson      |
| Andreas Siljeström |

| Maks Mirnyj |
| Horia Tecău |

| Ričardas Berankis |
| Lu Yen-hsun       |

| Ivan Dodig   |
| Marcelo Melo |

| Tomasz Bednarek   |
| Mateusz Kowalczyk |

| Tomasz Bednarek   |
| Mateusz Kowalczyk |

| Santiago Giraldo |
| Michael Russell  |

| Ivan Dodig   |
| Marcelo Melo |

| Ivan Dodig   |
| Marcelo Melo |

| Michaël Llodra |
| Nicolas Mahut  |

| Jan Hájek (opg.)  |
| Jaroslav Pospíšil |

| Michaël Llodra |
| Nicolas Mahut  |

| James Blake   |
| Jürgen Melzer |

| James Blake   |
| Jürgen Melzer |

| Jamie Murray |
| John Peers   |

| James Blake   |
| Jürgen Melzer |

| Aljaž Bedene |
| Grega Žemlja |

| Juan Sebastián Cabal |
| Robert Farah         |

| Sanchai Ratiwatana |
| Sonchat Ratiwatana |

| Sanchai Ratiwatana |
| Sonchat Ratiwatana |

| Juan Sebastián Cabal |
| Robert Farah         |

| Juan Sebastián Cabal |
| Robert Farah         |

| Marcel Granollers |
| Marc López        |